# Jorgann Couzinet
 (novembre 2022).
Jorgann Couzinet, est un surfeur professionnel français né le 17 octobre 1993 à Saint-Lizier en Ariège, en France.

## Biographie
Jorgann Couzinet est né en France métropolitaine mais a grandi dans les Hauts sur l'île de la Réunion. Il apprend à surfer à l'âge de 9 ans sur les plages de Saint-Gilles-Les-Bains. C'est son grand frère qui lui a donné envie de surfer. Son père l'inscrit rapidement dans un club puis en compétition.
Champion de la Réunion junior puis Open[Quoi ?], Couzinet remporte rapidement son premier titre de champion de France Open à l'âge de 20 ans.
En 2015 il gagne le quart de finale du Lacanau Pro et en 2016 il atteint la première finale QS de sa carrière à la La Corogne. Il signe son premier succès à Pantin en 2017. 16e du ranking, il rate d'une place la qualification pour le Championship Tour.
En 2018, il devient champion d'Europe pour la seconde année consécutive. Il signe une demi-finale sur l'US Open (3e) avant de décrocher une wild card pour le Quikpro France et goûte en deux séries à l'élite mondiale[incompréhensible].
Il est appelé pour la première fois en équipe de France senior pour l'EuroSurf 2015 au Maroc où il prend la 9e place. Ses performances en QS lui permettent de renfiler la tunique bleue[Quoi ?] en septembre 2018 pour les ISA World Surfing Games du Japon où il signe une 7e place.

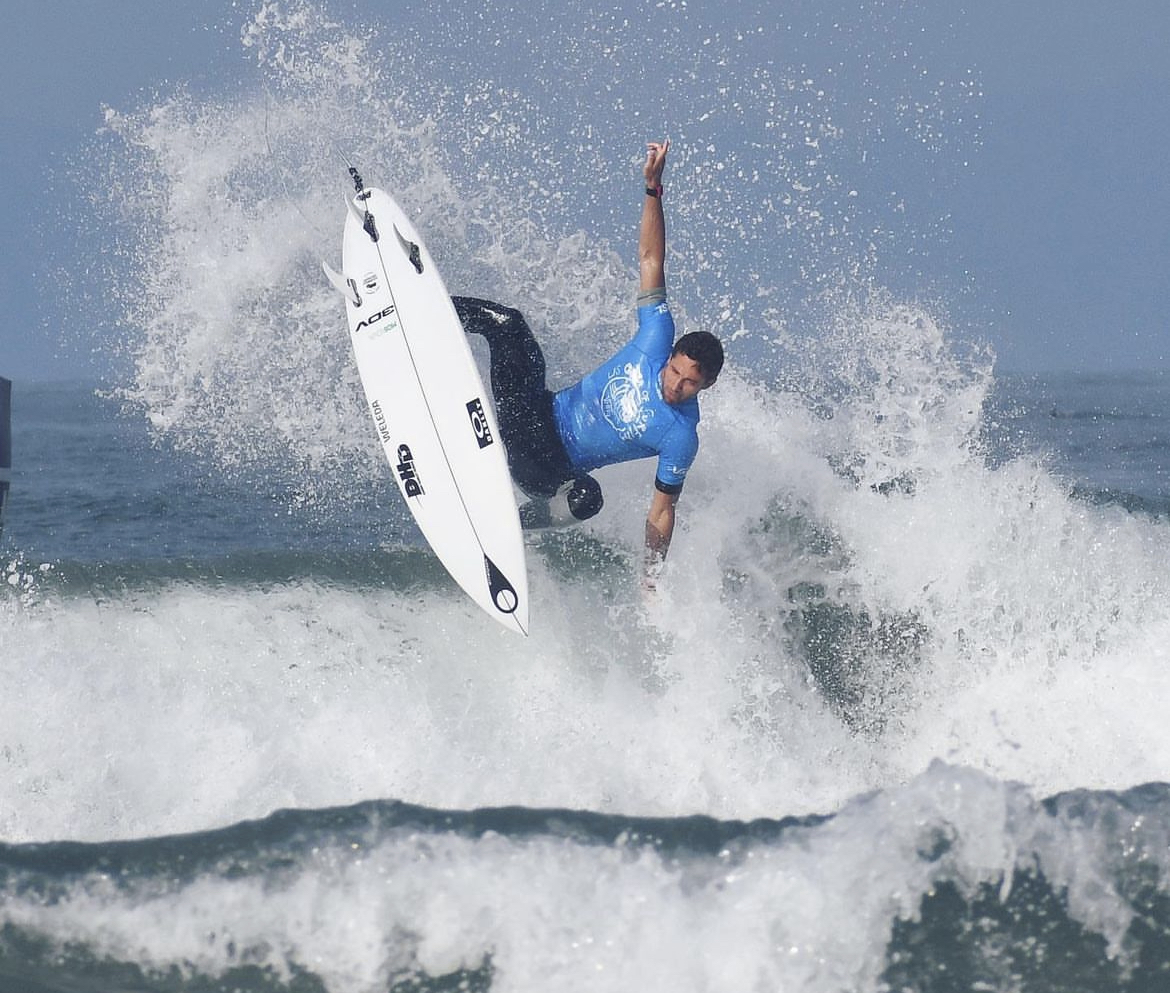

Sa saison 2019 est remarquable puisqu'à l'issue de son quart de finale à l'US Open, Couzinet passe en tête du classement mondial QS et entrevoit très sérieusement la montée sur le CT. Il ne lui faut plus que 2.000 pts à prendre sur les quatre derniers 10k à venir mais il n'y parvient pas. Il termine la saison à la 15e place du classement général.
2020 est marquée par un blessure en début de saison qui lui fait rater les premières compétitions en janvier-mars. Il rallie l'Australie en avril alors que la pandémie de Covid-19 et la WSL à l'arrêt[incompréhensible]. Il reprend peu à peu la compétition et ses derniers résultats en QS en 2019 lui permettent d’avoir le statut de remplaçant aux JO de Tokyo 2021. Il signe une 5e place sur le QS 5.000 des Açores en 2021 et termine la saison à la 45e place des Challenger Series.

## Sponsors

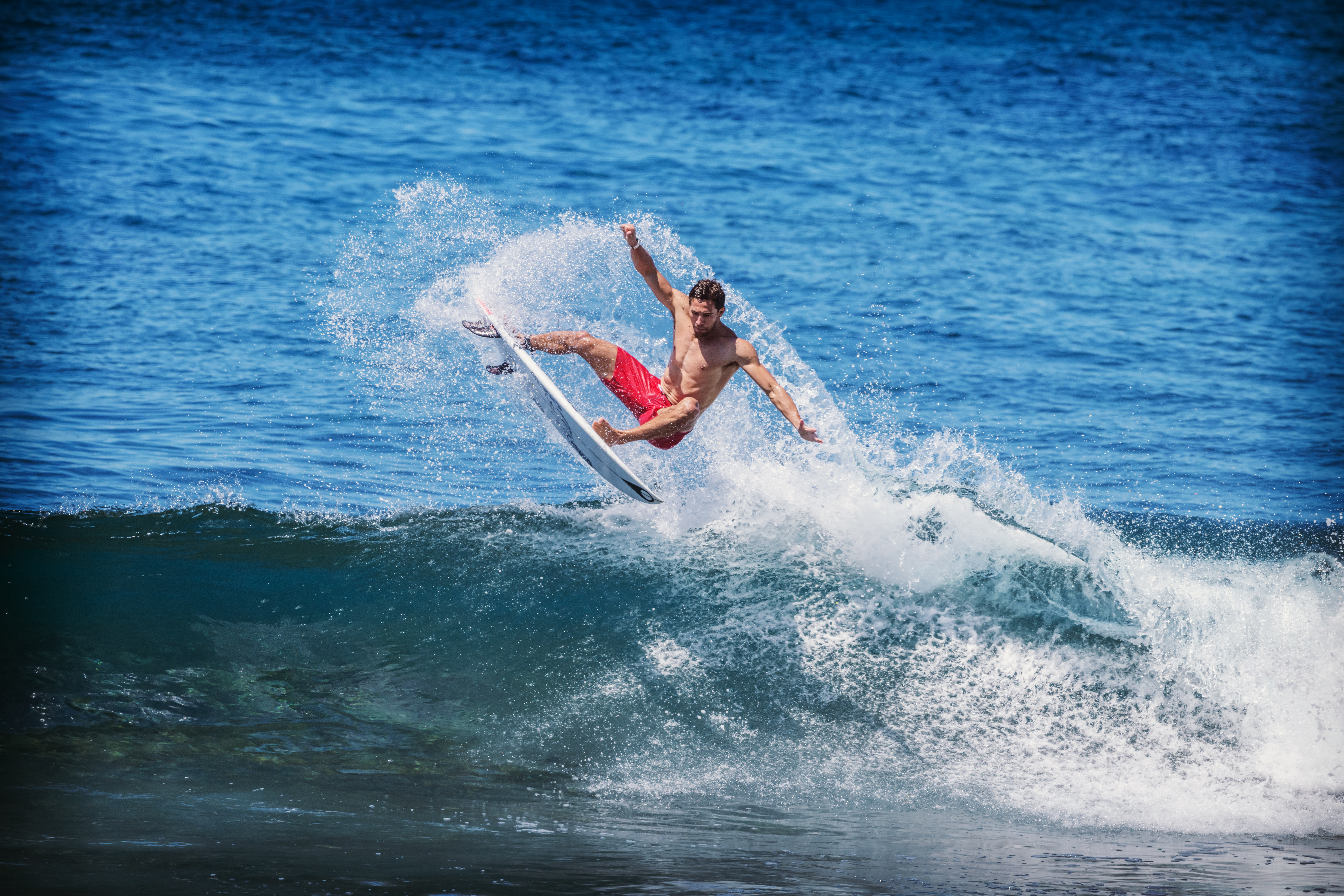
Jorgann Couzinet - Grand Anse

- Sööruz
- DHD
- Moskova
- OceanEarth
- Oakley
- Weleda
- FeatherFins
- ZeBox

## Palmarès

### Saison par saison
- 2013

Junior Tour :
5e Surf Rias Baixas
5e Gran Canaria Santa Pro Junior
3e Gijon Pro Junior
9e Sopela O'neill Men's Pro Junior
- 2015

Qualifying Series :
13e Quiksilver Pro Casablanca
17e Pantin Classic Galicia Pro
17e Pro Anglet
5e Sooruz Lacanau Pro (France)
- 2016

Qualifying Series :
5e Quiksilver Pro Casablanca
9e Komunity Project Great Lakes Pro
2e Pro A Coruna
3e Santa Cruz Pro 2016
9e Medoc Ocean Lacanau Pro
9e Quiksilver Pro Casablanca
5e Essential Costa Rica Open
- 2017

Qualifying Series :
2e SEAT Pro Netanya
5e Maitland and Port Stephens Toyota Pro
5e Australian Open of Surfing
2e Pro Zarautz (Pays Basque)
5e Pro Santa Cruz
2e Pro Anglet
1er Pull&Bear Pantin Classic Galicia Pro
9e Vans Presents the HIC Pro
- 2018

Championship Tour :
25e Quiksilver Pro France
Qualifying Series :
5e Seat Pro Netanya press by Reef
2e Las Americas Pro Tenerife
9e Martinique Surf Pro
13e Barbados Surf Pro
1er Pro Zarautz Press by Oakley
17e Ballito Pro
3e Vans US Open of Surfing
13e Caraïbos Lacanau Pro
13e Pro Anglet pres by Oakley
- 2019

Championship Tour :
17e Quiksilver Pro France
Qualifying Series :
3e Seat Pro Netanya
17e Burton Automotive Pro
3e Pro Santa Cruz
2e Caparica Surf Fest Pro
3e Ballito Pro
5e Vans US Open of Surfing
5e Caraïbos Lacanau Pro
17e Azores Airlines Pro
- 2020

Challenger Series :
9e Sydney Surf Pro
- 2021

Challenger Series :
17e Quiksilver Pro France
37e MEO Vissla Pro Ericeira
Qualifying Series :
25e Estrella Galicia Santa Cruz
9e Estrella Galicia Caparica Surf Fest
5e Azores Pro
- 2022

Challenger Series :
9e GWM Sydney Surf Pro
25e Corona Saquarema Pro
Qualifying Series :
5e Seat Pro Netanya
13e Estrella Galicia Santa Cruz Pro
33e Caraïbos Lacanau Pro
9e Rip Curl Pro Anglet

## Classement
| Challenger Series | 43e | 45e |  |  |